# Navadna čigra
Navadna čigra (znanstveno ime Sterna hirundo) je morska ptica iz družine galebov, ki gnezdi v zmernih in subarktičnih predelih Evrope, Azije in Severne Amerike, jeseni pa kot izrazita selivka zapusti gnezditveno območje ter prezimi v priobalnih tropskih in subtropskih območjih, predvsem na južni polobli. Operjenost v gnezditveni sezoni je svetlo siva po zgornjem delu telesa in bela ali zelo svetlo siva po spodnjem, prepoznavna pa je predvsem po črnem vrhu glave, oranžno-rdečih nogah in dolgem, ozkem kljunu, ki je lahko rdečkast s črno konico ali povsem črn (odvisno od podvrste). Zamenjati jo je možno z nekaj zelo podobnimi vrstami čiger, zlasti s polarno čigro, od katerih se loči po posameznih znakih v operjenosti, barvi nog in kljuna ter oglašanju.
Podobno kot sorodniki se prehranjuje pretežno z ribami, ki jih lovi s strmoglavim potapljanjem v morju ali sladkovodnih telesih, na nekaterih območjih pa predstavljajo pomemben del prehrane tudi mehkužci, raki in drugi nevretenčarji. Pri gnezditvi je manj zahtevna od sorodnikov, ustreza ji vsaka ravna, redko poraščena ali gola površina blizu vode, kot so plaže in nizki otoki, pa tudi umetni splavi. Gnezdo je lahko preprosta kotanja v pesku ali produ, običajno pa naredijo obrobo iz raznih naplavin. Samica izleže do tri jajca, ki so varovalno obarvana, da jih plenilci težje opazijo na odprtem. Valita oba partnerja; inkubacija traja 21–22 dni, če kolonijo zmotijo vsiljivci pa tudi dlje. Mladiči ob izvalitvi so puhasti, osamosvojijo se po 22–28 dneh.
Jajca in mladiči so ranljivi pred plenilci, kot so podgane, norke in večji ptiči – galebi, sove, čaplje ipd. Navadna čigra ima sicer veliko populacijo in je zaradi velike razširjenosti opredeljena kot najmanj ogrožena vrsta po kriterijih Svetovne zveze za varstvo narave, pri čemer pa opažajo velik upad številčnosti v različnih delih sveta. Kljub mednarodni zaščiti jo ogroža izguba habitata, onesnaženost in motnje med gnezditvijo.

## Opis
Odrasli predstavniki nominatne podvrste merijo v dolžino 31–35 cm, kar vključuje 6–9 cm dolg škarjast rep, prek peruti pa 77–98 cm. Tehtajo 110–141 g. Odrasli v poletnem perju imajo bledo sivo operjenost po zgornjem delu telesa, zelo bledo sivo po spodnjem, črno »čepico«, oranžno-rdeče noge in ozek, zašiljen kljun, ki je lahko rdeč s črno konico, pri nekaterih podvrstah pa tudi v celoti črn. Zgornja površina peruti je bledo siva, proti koncu sezone pa se zaradi obrabe perja pokažejo tudi temni tulci zunanjih letalnih peres, ki ustvarijo vzorec temnega klina na pregibu peruti. Trtica in rep sta bela; v mirovanju je konica repa poravnana s konico zloženih peruti, za razliko od polarne in rožnate čigre, pri katerih rep moli preko konic peruti. Med samci in samicami ni bistvenih razlik. Izven gnezditvenega obdobja se čelo in spodnja stran trupa obarvata belo, kljun pa potemni in je rdeč kvečjemu na bazi. Zgornja stran peruti pridobi temno progo na sprednjem robu. Čigre se golijo in dobijo zimsko perje v drugi polovici julija, osebki, ki se to sezono niso parili, pa lahko že kak mesec prej. Golitev je prekinjena med selitvijo.
Mlade navadne čigre imajo bledo sivo zgornjo površino peruti, s temno progo na sprednjem robu. Po vrhu glave in tilniku so rjave, čelo pa je rdečkasto in se do jeseni pobeli zaradi obrabe. Hrbet ima luskast videz, z rjavimi peresi z belo obrobo, rep pa je brez dolgih zunanjih peres in torej ni škarjast. Osebki po prvi golitvi, ko so mlade čigre še v prezimovališčih, so podobni odraslim v zimskem perju, a imajo temnejšo barvo po temenu, temno progo na sprednjem robu kril in pogosto zelo obrabljeno perje. Do drugega leta so bodisi nerazločljivi od odraslih, bodisi se od njih le malenkost razlikujejo po temnejšem kljunu ali belem čelu.

### Golitev
Mladi osebki se začnejo goliti in dobivati odraslo perje v prvem oktobru življenja; najprej, večinoma do februarja, se zamenja perje na glavi, repu in trupu, nato pa še na perutih. Primarna letalna peresa se nadomeščajo v fazah: najprej so na vrsti najbolj notranja, nato pa se golitev ustavi do zime na južni polobli (ptice te starosti ostanejo na prezimovališčih) in se nadaljuje jeseni. Maja ali junija drugo leto se začne podobna sekvenca golitve, s premorom v golitvi primarnih letalnih peres pri ptičih, ki se vrnejo na sever, ne pa pri tistih, ki ostanejo na prezimovališčih. Naslednja večja golitev v odraslo svatbeno operjenost poteka od naslednjega februarja do junija, ko se zamenja 40–90 % peres. Stara primarna peresa se do takrat toliko obrabijo, da se prikažejo črni tulci. Zaradi vzorca golitve so najstarejša peresa tista v sredini peruti, tako da se ob koncu poletja tam pojavi temen klin.
Čigre so nasploh posebnost zaradi pogostosti golitve primarnih letalnih peres, ki se nadomestijo vsaj dvakrat, včasih pa tudi trikrat na leto. Opazno razliko v starosti peres poudarja večja odsevnost novih peres za ultravijolično svetlobo, ta videz svežine pa je pomemben pri samičini izbiri spolnega partnerja. Izkušene samice preferirajo samce, ki s kakovostjo svojih peres izkazujejo boljšo telesno pripravljenost. Obstaja poročilo o zelo zgodnji golitvi samice na gnezdišču, ki ji je sledil propad legla; hormon prolaktin namreč uravnava tako začetek golitve, kot tudi razmnoževalno vedenje pri teh ptičih.

### Oglašanje
Navadna čigra ima širok razpon klicev, ki imajo nižji ton kot ustrezni klici pri polarni čigri. Najznačilnejši je alarmni krik iz dveh zlogov, s poudarkom na prvem, za razliko od polarne čigre, pri kateri je poudarek na drugem. Ta služi tudi kot svarilo vsiljivcem, resnejše grožnje pa vzbudijo podoben klic ob vzletu, ob čemer druge čigre v sicer običajno hrupni koloniji utihnejo, da precenijo nevarnost. Nerazločen »keeur« s padajočim tonom spustijo odrasli, ki se približujejo gnezdu z ribo, kar naj bi služilo za točno prepoznavanje (mladiči pridejo iz skrivališč, ko slišijo ta klic od staršev). Še en pogost zvok je »kip«, običajen v socialnih interakcijah. Še dva tipa oglašanja sta »kakakakaka« med napadanjem vsiljivcev in ritmičen »kek-kek-kek« v presledkih, ko se spopadata dva samca.
Odrasli in mladiči se prepoznavajo po klicih, pa tudi sorojenci so od približno 12. dneva po izvalitvi sposobni prepoznave drug drugega po oglašanju, kar pripomore k enotnosti legla.

### Podobne vrste
Več vrst čiger ima podobno velikost in splošen izgled kot navadna čigra. Med ornitologi je tradicionalno veljala polarna čigra (Sterna paradisaea) za posebej težavno pri razločevanju in dokler niso natančno opredelili razlik, so oddaljene ptice ali ptice v letu obeh vrst pogosto zabeležili pod skupno oznako (v angleščini se je uveljavil poseben izraz »commic tern«, skovanka iz common in arctic tern). Zdaj so razlike v telesni zgradbi in načinu leta bolje poznane. Navadna čigra ima večjo glavo, debelejši vrat, krajši rep in daljše noge ter bolj trikotne ter manj prožne peruti kot sorodnica, pa tudi močnejši, bolj usmerjen let. Polarna čigra ima tudi za odtenek temnejšo operjenost po spodnji strani, kar poudari njena bela lica, po drugi strani pa ima tudi izven gnezditvenega obdobja belo trtico, medtem ko je ta pri navadni čigri sivkasta. Pri polarni čigri se proti koncu sezone ne razvije temen klin na pregibu peruti. Vsa letalna peresa so prosojna, pri navadni čigri pa le štiri najbolj notranja. Zadnji rob zunanjih letalnih peres tvori tanko črno progo pri polarni čigri, ki je pri navadni debelejša in manj razločna. Kljun nikoli nima črne konice, poleg tega ima polarna čigra rahlo svetlejši rdeč odtenek kljuna in nog, vendar so razlike v odtenkih nog in perja minimalne ter na terenu pogosto nerazpoznavne. Problematični ostajajo križanci med obema vrstama, ki jih opažajo predvsem v Združenih državah Amerike in imajo vmesne značilnosti v operjenosti in oglašanju. Taki ptiči imajo lahko več črne obarvanosti kljuna, vendar je za zanesljivo potrditev statusa potreben natančen pregled posameznih letalnih peres.
V gnezditvenih območjih ločujemo rožnato čigro od navadne po bledi operjenosti, dolgem, pretežno črnem kljunu in zelo dolgih repnih peresih. Zimska operjenost pri njej je bleda zgoraj in bela z občasnim rožnatim pridihom spodaj. Pozimi ohrani škarjast rep in ima črn kljun. V letu je prepoznavna tudi po močnejši glavi in vratu, daljšem kljunu ter hitrejšem, manj prožnem zamahovanju s perutmi. Običajno se prehranjuje dlje od obale kot navadna čigra. V Severni Ameriki je navadni podobna še ameriška rečna čigra (Sterna forsteri), ki pa je tudi v svatbenem perju občutno večja, s proporcionalno krajšimi perutmi, močno glavo, debelejšim kljunom in dolgimi, močnimi nogami. Izven gnezditvnega obdobja je nezamenljiva po skoraj povsem beli glavi, ki ima le prek oči črno liso.
Tudi na območjih, kjer prezimujejo, se lahko navadne čigre znajdejo skupaj z nekaterimi podobnimi vrstami, kot so Sterna vittata z južnih oceanov, južnoameriška Sterna hirundinacea, Sterna striata iz Avstralazije in pepelasta čigra, ki živi ob Indijskem oceanu. Razlikovanje olajša dejstvo, da imajo ptice z južne poloble obratno gnezditveno obdobje, torej so v času, ko navadna čigra tam prezimuje, v svatbenem perju.
Mlade navadne čigre je razmeroma enostavno ločiti od ptic sorodnih vrst podobne starosti po rjavkasto-rdeči obarvanosti večjega dela hrbta in blede baze kljuna. Mlade polarne čigre imajo siv hrbet in črn kljun, mlade rožnate čigre pa imajo značilno temno »sedlo« na hrbtu.

## Vedenje

### Teritorij
Gnezdijo v kolonijah, ki običajno ne presegajo 2.000 parov, v izjemnih primerih pa jih štejejo tudi preko 20.000. Kolonije v notranjosti so praviloma manjše od obalnih. Pogosto gnezdijo ob drugih priobalnih vrstah, kot so polarna, rožnata in kričava čigra, rečni galeb ter škarjekljuni.
Ob vrnitvi na gnezditvena območja se lahko čigre nekaj dni klatijo preden si izberejo teritorij; dejanski pričetek gnezditve naj bi bil povezan z zadostno dostopnostjo hrane. Kot svoj teritorij branijo le majhno območje, včasih je razdalja med sosednjimi gnezdi samo 50 cm, običajneje pa 150–350. Kot ostale čigre se tudi navadne leto za letom vračajo na svoje gnezdišče; zabeležen je en par, ki se je sedemnajstkrat vrnil gnezdit na isto mesto. Približno devet desetin izkušenih ptičev vedno znova zasede iste teritorije, zato morajo mladi odrasli gnezditi na obrobju kolonije, dobiti partnerja, ki je izgubil svojega prejšnjega partnerja, ali poiskati novo kolonijo. Samec se običajno vrne najprej in v roku nekaj dni izbere gnezdišče. Nato se mu pridruži ista samica kot prejšnje leto. Če samica zamuja več kot pet dni, si lahko poišče novo družico.
Teritorij običajno brani samec, ki odvrača vsiljivce obeh spolov. Ob približanju tekmeca spusti alarmni klic, razpre peruti, dvigne rep in skloni glavo, da poudari črn vrh. Če vsiljivec ne odneha, samec utihne in ga napade z grabljenjem za kljun. Spopad traja dokler se vsiljivec ne vda z dvignjeno glavo, ki izpostavi grlo. Leteče vsiljivce napade brez opozorila, le včasih prej skupaj letita navpično in krožita drug okoli drugega. Tavajoče mladiče čigre običajno ignorirajo, za razliko od galebov, kjer drugi samci napadejo in pobijejo tudi take vsiljivce. Čigre branijo gnezdo dokler se mladiči ne speljejo. Pri odvračanju plenilcev sodelujejo vsi odrasli v koloniji.

### Razmnoževanje
Pari se vzpostavljajo in obnavljajo z dvorjenjem v letu, med katerim samec in samica letita v širokih krogih premera 200 m ali več in se ves čas oglašata, potem pa se skupaj spustita v cikcakastem letu. Če samec nosi ribo v kljunu, lahko pritegne še druge samce. Na tleh samec dvori samici tako, da hodi okrog nje z dvignjenim repom, privzdignjenim vratom in sklonjeno glavo ter delno razprtimi perutmi. Če se samica odzove, se včasih postavita nasproti v držo z navpično privzdignjeno glavo. Samec včasih »draži« samico z ribo, ki je ne izroči dokler ne dobi zadostnega odziva. Po končanem dvorjenju samec izdela plitvo kotanjo v pesku, samica pa nekajkrat popraska po njenem dnu. To lahko večkrat ponovita, preden izbereta pravi kraj za gnezdo. Samica odloži jajca na gola peščena, prodnata ali prstena tla, če imata možnost, pa mu partnerja pogosto dodata razne naplavine ali rastlinje ali ga obrobita z morsko travo, kamni ali lupinami. Kotanja je običajno globoka 4 cm in široka 10 cm, z dodano »dekoracijo« pa lahko doseže tudi do 24 cm. Navadne čigre dodajajo več materiala kot rožnate ali polarne, pri tem pa rožnate čigre običajneje gnezdijo v gostejšem rastju. Na območjih, kjer voda pogosto poplavlja, so gnezditveni uspeh umetno izboljšali ljudje z dodajanjem rogoznic iz morske trave. Čigre preferirajo te preproge, ki jih spodbudijo, da gnezdijo višje.
Čigre so izjemno spretne pri vračanju na svoje gnezdo v veliki koloniji. Z umetnimi poskusi so odkrili, da so sposobne najti in izkopati s peskom zakrita jajca, tudi če so odstranili ves material in zgladili pesek. Najdejo tudi gnezdo, ki je prestavljeno za 5 metrov ali še več, če je bilo prestavljeno v več korakih. Valeče samice niso zavrnile svojih jajc niti če so jih preoblikovali s plastelinom ali prebarvali rumeno, niso pa več prepoznale rdeče ali modro prebarvanih jajc. To sposobnost razlagajo kot prilagoditev na gnezdenje v nestabilnem okolju, podvrženo delovanju vetra in vode.
Izleganje jajc je najaktivnejše v začetku maja, nekaj samic, posebej tistih v svoji prvi gnezditvi, pa jih leže kasneje istega meseca ali še v juniju. Leglo največkrat sestavljajo tri jajca; večja legla so verjetno rezultat tega, da je več samic izlegalo jajca v isto gnezdo. Jajca so v povprečju velika 41×31 cm, pri čemer pa je vsako naslednje jajce v leglu rahlo manjše od prvega. Povprečno tehtajo 20,2 g, od tega 5 % predstavlja lupina. Teža je odvisna od prehranjenosti samice in prav tako od položaja v zaporedju. Jajca so rumenkasta, rjavo-rumena ali svetlorjava s progami, pegami ali pikami črne, rjave ali sive barve, kar pripomore h kamuflaži. Valita oba partnerja, vendar več samica, inkubacijska doba do izleganja mladičev pa traja 21–22 dni, kar se lahko podaljša na 25 dni, če je v koloniji veliko motenj, zaradi katerih starša zapuščata gnezdo. Prisotnost nočnih plenilcev lahko to obdobje podaljša celo na 34 dni. Ob vročih dneh valeča ptica občasno poleti do vode in si zmoči perje na trebuhu za hlajenje jajc. V normalnih okoliščinah se uspešno izvali 90 %  mladičev v koloniji. Puhasti mladiči rumenkaste barve s črnimi ali rjavimi pegami so aktivni kmalu po izvalitvi. Speljejo se po 22–28 dneh, običajno 25–26. Starša jih hranita na gnezdu še pet dni, nato pa ju pričnejo spremljati pri lovu. Mlade lahko dohranjujeta še do konca gnezditvenega obdobja ali tudi dlje. Opazili so celo odrasle navadne čigre, ki so hranile svoje mladiče na selitvi in na prezimovališčih vsaj do decembra, ko se odrasli premaknejo južneje.
Podobno kot ostale čigre je navadna čigra zelo zaščitniška do gnezda in mladičev; agresivna je do ljudi, psov, pižmovk in večine dnevnih ptic, ki pridejo preblizu, vendar pa za razliko od agresivnejše polarne čigre običajno hlini napad in zavije tik pred udarcem. Odrasli so sposobni razločevati med ljudmi in pogoste prišleke intenzivneje napadajo od tujcev. Nočni plenilci ne izzovejo napada; podgane so zato zmožne povsem opustošiti kolonijo, ob prisotnosti sov uharic pa odrasli zapustijo gnezdo za do osem ur.
Gnezdijo običajno enkrat na leto. Drugo leglo je možno, kadar je prvo uničeno. V redkih primerih samica izleže drugo leglo in ga vali, ko kakšen mladič iz prvega še ni samostojen. Običajno prvič gnezdijo pri starosti štirih let, včasih pa leto mlajše. V ugodnih razmerah preživi povprečno 2,5 mladiča na leglo od treh, a gnezditveni uspeh močno niha in je neredko tudi ničen, če kolonijo poplavi voda. V popisu, ki so ga izvedli v Severni Ameriki, so v povprečju dognali preživetje enega do dveh mladičev na otokih in manj kot enega na obalah ter v notranjosti celine. Z izkušenostjo staršev se stopnja preživetja mladičev izboljšuje. Izboljševanje je opazno tekom celotnega življenja, najintenzivnejše pa je v prvih petih letih.
Rekordna zabeležena življenjska doba navadnih čiger je 23 let v Severni Ameriki in 33 let v Evropi, običajno pa dočakajo okoli 12 let.

### Prehrana
Kot vse sorodnice se tudi navadna čigra prehranjuje z ribami, ki jih lovi s strmoglavim letom z višine 1–6 m, bodisi v morju, bodisi v sladkovodnih jezerih ali večjih rekah. Ob strmoglavljenju se potopi za kakšno sekundo, vendar ne globlje od pol metra. Za plenom opreza v letu s sklonjeno glavo in navpično navzdol obrnjenim kljunom. Pred potopom lahko kroži ali lebdi v zraku, nato pa se požene naravnost navzdol, za razliko od polarne čigre, ki se spušča v korakih in med njimi lebdi, ter rožnato čigro, ki se potaplja z večje višine in ostane pod vodo dlje časa. Navadna čigra običajno lovi 5–10 km od gnezdišča, občasno pa tudi do 15 km. Pomaga si z zasledovanjem ribjih jat; na zahodnoafriško selitveno pot denimo občutno vplivajo ogromne jate sardin pred obalo Gane. Izkorišča tudi skupine plenilskih rib ali delfinov in čaka, da priženejo svoj plen k morski gladini. Čigre pogosto lovijo v jatah, posebej če je hrane obilo. Posamezniki imajo v jati za tretjino boljši uspeh pri lovu kot če bi lovili sami.
Podobno kot sorodniki imajo kapljice rdeče oljnate snovi v čepnicah očesne mrežnice, kar izboljša kontrast in ostrino vida, posebej v meglenih razmerah. Podobno kot drugi ptiči, ki morajo gledati skozi vodno gladino, kot so čigre in galebi, imajo v teh kapljicah izrazitejše karotenoidne pigmente od drugih ptičev. Izboljšan vid jim pomaga pri odkrivanju jat rib, vendar ni povsem jasno ali opazijo fitoplankton, s katerim se ribe prehranjujejo, ali druge čigre, ki se potapljajo za hrano. Njihove oči niso posebej občutljive za ultravijolično sevanje, po čemer so znani ptiči, kot so galebi, ki so bolj prilagojeni za prehranjevanje na kopnem.
Navadna čigra najraje izbira ribe, dolge med 5 in 15 cm. Pri tem se ravnajo predvsem po dostopnosti, a če imajo izbiro, bodo čigre, ki hranijo več mladičev, lovile večji plen kot tiste z manjšimi legli. Na nekaterih območjih predstavljajo ribe 95 % prehrane mladičev, drugod pa lahko znaten delež predstavljajo tudi nevretenčarji. To lahko vključuje kolobarnike, pijavke, mehkužce, kot so manjši lignji, in rake (kozice, škampi ipd.). V celinskih območjih se prehranjujejo tudi z žuželkami, kot so hrošči in nočni metulji. Odrasle žuželke lovijo v zraku, ličinke pa pobirajo s podlage ali vodne površine. Ne glede na vrsto plena ga ujamejo v kljun in takoj pogoltnejo z glavo naprej ali ga odnesejo mladiču. Občasno lahko nosijo dve ali več manjših rib hkrati. Ob vrnitvi na gnezdo prepoznajo mladiča po oglašanju, ne po videzu.
Včasih poskušajo ukrasti ulov od drugih čiger, po drugi strani pa tudi njih napadajo kleptoparaziti – govnačke, azteški galebi, rožnate čigre ali druge navadne čigre, medtem ko se s hrano v kljunu vračajo proti gnezdu. Obstaja poročilo o dveh samcih, ki sta skrbela za potomstvo po smrti družic in večino časa kradla hrano iz sosednjih legel.
Čigre navadno pijejo v letu, morsko vodo raje od sladke, če sta obe na voljo. Mladiči v gnezdu pridobijo vodo le s hrano in jo zelo učinkovito izkoriščajo. Tako kot odrasli izločajo odvečno sol s pomočjo specializiranih nosnih žlez. Ribje kosti in trde skelete rakov ter žuželk izločijo kot izbljuvke. Odrasli poletijo iz gnezda za iztrebljanje in tudi mladiči se podelajo vsaj nekaj korakov stran od gnezda. Odrasli, ki v letu napadajo vsiljivce, le-te tudi ciljajo z iztrebki.

## Taksonomija
Čigre so bližnje sorodne galebom, škarjekljunom in govnačkam, s katerimi jih uvrščamo v skupno družino galebov. Že po telesni zgradbi nekoliko spominjajo na galebe, a so običajno gracilnejše, z dolgimi, koničastimi perutmi, globoko škarjastim repom, tankimi nogami in plavalno kožico med prsti. Kot večina čiger je navadna čigra sive barve po zgornji polovici telesa in svetlejše po spodnji, s črno »čepico«, ki je izven gnezditvene sezone reducirana ali posejana z belimi lisami.
Kaže, da je najbližji sorodnik navadne čigre vrsta Sterna vittata, ki ji po sorodnosti sledita polarna in rožnata čigra. Sodeč po molekularnih znakih se je navadna čigra oddelila od skupnega prednika prej kot ostale sorodnice. Za nekaj fosilnih ostankov iz Evrope ni gotovo, koliko so stari in ali sploh pripadajo tej vrsti, iz Severne Amerike pa ni znanih fosilov.
Vrsto je prvi opisal prirodoslovec Carl Linnaeus v 10. izdaji svojega dela Systema naturae leta 1758. Znanstveno ime, ki ji ga je dodelil – Sterna hirundo, se je obdržalo do danes. Rodovno ime izvira iz staroangleške besede »stearn« za čigro, ki so jo uporabljali tudi Frizijci. Linnaeus je kombiniral to besedo s latinskim imenom »hirundo« za lastovico, saj ga je sicer povsem nesorodna navadna čigra spomnila nanjo po gracilnosti in dolgem škarjastem repu. Slovenska beseda »čigra« je onomatopeja, ki posnema njeno oglašanje.
Prepoznane so štiri podvrste,  pri čemer pa nekateri obravnavajo S. h. minussensis kot vmesno stopnjo med S. h. hirundo in S. h. longipennis.
| Podvrsta                         | Gnezditveno območje                                                                         | Razločevalni znaki |
| -------------------------------- | ------------------------------------------------------------------------------------------- | --- |
| S. h. hirundo Linnaeus, 1758     | Evropa, Severna Afrika, Azija do zahodne Sibirije in Kazahstana na vzhodu, Severna Amerika. | Razlike med ameriško in evrazijsko populacijo so minimalne. Ameriški ptiči imajo v povprečju rahlo krajše peruti in rahlo manjši obseg črne konice zgornjega kljuna kot ptiči iz Skandinavije ter vzhodnejših območij. Obseg črne obarvanosti konice je najmanjši na zahodu Evrope, tako da so ptiči, ki gnezdijo na Britanskem otočju, po tej lastnosti zelo podobni tistim iz Amerike. |
| S. h. minussensis Suškin, 1925   | Bajkalsko jezero in vzhodno do severne Mongolije in južnega Tibeta.                         | Bolj bleda zgornja polovica trupa in kril kot S. h. longipennis, kljun s škrlatnim odtenkom. |
| S. h. longipennis Nordmann, 1835 | Srednja Sibirija do Kitajske, tudi Aljaska.                                                 | Temnejša siva obarvanost od S. h. hirundo, krajši črn kljun, temnejše rdečerjave noge in daljše peruti. |
| S. h. tibetana Saunders, 1876    | Himalaja do južne Mongolije in Kitajske.                                                    | Podobna S. h. hirundo, a s krajšim kljunom, ki ima večjo črno konico. |

## Ekologija

### Razširjenost in habitat
Večina populacij navadne čigre je izrazitih selivk, ki prezimuje južno od svojih gnezditvenih območij v zmernih in subarktičnih predelih severne poloble. Večina mladih ptičev ostane prvo poletje na prezimovališčih, le nekaj se jih vrne v gnezditvene kolonije nekaj časa po prihodu odraslih.
Gnezdijo po večjem delu Evrope, najbolj številčno na severu in vzhodu celine. Nekaj manjših populacij gnezdi tudi na sredozemski obali Afrike, Azorih, Kanarskih otokih in Madeiri. Večina teh prezimuje na obalah Zahodne in Južne Afrike, pri čemer osebki z juga in zahoda Evrope običajno ostanejo severno od ekvatorja, ostali evropski ptiči pa se odselijo južneje. Gnezditveno območje se nadaljuje prek zmernih območij Azije in tajge, z nekaj ločenimi območji ob Perzijskem zalivu in obalah Irana. Manjše populacije gnezdijo tudi na otokih pred Šrilanko in v pokrajini Ladak na Tibetanski planoti. Osebki iz zahodne Azije prezimujejo v severnem Indijskem oceanu, predstavnike podvrste S. h. tibetana pa med zimo na severni polobli pogosto videvajo ob obalah Vzhodne Afrike. Ptiči iz bolj severnih in vzhodnih predelov Azije, kot so predstavniki podvrste S. h. longipennis, se selijo prek Japonske, Tajske in zahodnega Pacifika vse do južne Avstralije. Nekaj manjših in nestalnih kolonij je v Zahodni Afriki – Nigeriji in Gvineji Bissau, te kolonije so zanimive zato, ker so znotraj območja, ki ga druge čigre uporabljajo za prezimovališče. Na Novi Zelandiji se pojavijo le posamič, prisotnost v Polineziji pa še ni potrjena.
V Severni Ameriki gnezdijo navadne čigre po vsej atlantski obali od polotoka Labrador do Severne Karoline in v notranjosti prek večjega dela Kanade vzhodno od Skalnega gorovja. Nekaj kolonij je tudi v Združenih državah Amerike na območju Velikih jezer in ob obalah Mehiškega zaliva. Majhne populacije, ki se ne selijo v celoti, živijo tudi v Karibih, natančneje na Bahamih in Kubi ter na otočjih Los Roques in Las Aves pred obalo Venezuele. Severnoameriške populacije prezimujejo ob obeh obalah Srednje in Južne Amerike, do Argentine na vzhodni in severnega Čila na zahodni strani celine. Sodeč po najdbah iz Južne Amerike in Azorov nekatere navadne čigre na selitvi prečkajo Atlantski ocean v eni ali drugi smeri.
Kot selivke na dolge razdalje včasih zaidejo daleč izven običajnega območja. Zablodele ptiče so med drugim opazili v notranjosti Afrike (Zambija, Malavi), na Maldivih in na Komorih. Predstavniki nominatne podvrste so prileteli vse do Avstralije, Andov in notranjosti Južne Amerike. Navadno čigro, ki so jo ujeli v gnezdu na Švedskem in obročkali, so pet mesecev kasneje našli mrtvo na Stewartovem otoku ob Novi Zelandiji, 25.000 kilometrov daleč. Obstajajo tudi novejša poročila o azijskih S. h. longipennis iz Zahodne Evrope.
Pri izbiri habitatov so navadne čigre najmanj zahtevne od vseh sorodnih vrst; gnezdijo vse od azijske tajge do tropskih obal in do nadmorske višine 2000 m v Armeniji ter celo do 4800 m v Himalaji. Izogibajo se le območij, ki so pogosto izpostavljena močnemu deževju in vetru ter ledenim vodam, zato ne gnezdijo toliko severno kot polarne čigre. Primerne za gnezditev so skoraj vse odprte ravne površine blizu vode, kot so peščene ali prodnate plaže, trdnejše sipine in slana močvirja. Na bolj izoliranih otokih lahko gnezdijo tudi na travnikih in resavah ter celo na večjih ploščatih skalah. V mešanih kolonijah tolerirajo nekoliko višje rastje kot polarne čigre, a ne toliko kot rožnate čigre. Pri tem je glavni dejavnik razlika v dolžini nog teh treh vrst. Med bolj nenavadnimi kraji, kjer so našli gnezda, so bale sena, drevesni štor pol metra nad gladino ter plavajoča debla in drugo rastlinje. Opazili so tudi navadno čigro, ki je zavzela gnezdo ameriškega malega martinca (Actitis macularia) in izlegla jajca ob njegovih. Brez težav gnezdi na umetnih splavih, ponekod pa tudi na ravnih tovarniških strehah. Izven gnezditvenega obdobja potrebujejo le dostop do lovišča na vodi in kraj za pristanek. Takrat jih je možno opazovati, kako počivajo na čolnih, bojah in pomolih.

#### Razširjenost v Sloveniji
Gnezditvena populacija v Sloveniji je po podatkih v obdobju 2003–2017 ocenjena na 32–118 parov, povprečno 62. Zaradi pomanjkanja ustreznih naravnih habitatov, kot so prodišča in peščene plaže, so vsa gnezdišča umetnega izvora ali vsaj odvisna od vzdrževanja, s katerim preprečujejo zaraščanje – gramoznice, umetni otoki, gnezdilni splavi ipd., brez katerih bi populacija v Sloveniji izumrla. Največ navadnih čiger gnezdi na Dravi, zlasti na Ptujskem in Ormoškem jezeru ter v bazenih za odpadne vode nekdanje Tovarne sladkorja v Ormožu, ostale lokalitete pa so priložnostne in tam gnezdi le nekaj parov. Poleg tega so stalne kolonije še v Sečoveljskih solinah (nekaj deset parov) in Škocjanskem zatoku (več kot sto parov v zadnjih letih). Manjšo stalno kolonijo v gramoznici Vrbina ob spodnji Savi je pred nedavnim uničila izgradnja Hidroelektrarne Brežice.
Zgodovinski podatki o gnezdenju na območju Slovenije so redki. Zadnjič je bilo gnezdenje v naravnem okolju dokumentirano leta 1977, na nabrežju Drave pri Markovcih. Ravno v tem obdobju je bila reka zajezena za hidroenergetske potrebe, kar je ustavilo redno poplavljanje in povzročilo, da so se prodišča zarasla, zato na tem območju ni bilo več primernih naravnih gnezditvenih mest za navadne čigre.

### Naravni sovražniki
Podgane so znane po tem, da kradejo ptičja jajca, večje število jajc navadne čigre so našli v njihovih shrambah v bližini kolonij. Norka je pomemben plenilec mladičev v gnezdih v Severni Ameriki, pa tudi na Škotskem, kamor je bil zanešen. Lokalno je lahko pomemben plenilec še navadna lisica. Vendar pa navadne čigre pogosteje gnezdijo na otokih, zato so običajneje plen drugih ptic, ne sesalcev. Nezavarovana jajca pogosto jemljejo kamenjarji, mladiče pa galebi. Tudi kvakači plenijo mladiče v gnezdih, medtem ko so v Severni Ameriki sove uharice nevarne tako za mladiče kot odrasle. V letu jih lovijo ujede, kot sta mali sokol in sokol selec; ena od prednosti združevanja v jate naj bi bila boljša zaščita pred takimi plenilci.
Od zajedavcev so pri navadnih čigrah našli uši, vendar kljub bližnji sorodnosti ne enakih kot pri polarnih čigrah. Dovzetne so tudi za okužbe s trakuljami iz rodu Diphyllobothrium, trakuljo vrste Ligula intestinalis, ki je sicer bolj znana pri racah, in ribjimi trakuljami iz rodu Schistocephalus. Zelo razširjene pri navadnih čigrah so še pršice vrste Reighardia sternae. Po drugi strani študija na 75 gnezdečih osebkih na severovzhodu ZDA ni odkrila prisotnosti krvnih zajedavcev. Kolonije so dovzetne za okužbo s ptičjo kolero in psitakozo, možna pa je tudi okužba s ptičjo gripo. Leta 1961 so pri navadnih čigrah odkrili sev povzročitelja ptičje gripe H5N3, ki je izbruhnila v Južni Afriki.

### Varstveni status
Navadna čigra ima veliko populacijo, ki jo ocenjujejo na 1.600.000–4.600.000 odraslih in ogromno gnezditveno območje, ocenjeno na skoraj 30 milijonov kvadratnih kilometrov. Gnezdeča populacija je ocenjena na 250.000 do 500.000 parov, od tega večina v Aziji, pa tudi 140.000 v Evropi. V Severni Ameriki gnezdi manj kot 80.000 parov, največ na severovzhodnih obalah. Zaradi tega je, kljub temu, da globalni trend spreminjanja številčnosti ni jasen, opredeljena kot najmanj ogrožena vrsta v Rdečem seznamu Svetovne zveze za varstvo narave.
V 19. stoletju so ljudje zdesetkali populacije v Evropi in Severni Ameriki zaradi uporabe peres in peruti v klobučarstvu. Po takratnih modnih smernicah so na klobuke včasih nameščali kar cele nagačene čigre. Populacija si je opomogla v zgodnjem 20. stoletju zaradi sprejema varstvene zakonodaje in ozaveščenosti, h kateri so prispevale okoljevarstvene organizacije. Evrazijske populacije so zdaj sicer razmeroma stabilne, številčnost navadne čigre v Severni Ameriki pa je v zadnjih štirih desetletjih upadla za več kot 70 % in tudi na globalni ravni ocenjujejo trend zmanjševanja številčnosti te vrste.
Vrsto ogroža izguba habitata zaradi pozidave, onesnaževanja in zaraščanja, pa tudi motnje na gnezdiščih od ljudi, njihovih vozil in domačih ljubljenčkov. Po naravni poti zmanjšujejo gnezditveni uspeh poplavljanje in pritisk plenilcev na posameznih območjih ter tekmovanje z galebi za gnezditvena mesta. V Karibih jih ljudje lovijo za hrano. V nekaterih delih Združenih držav Amerike so povezali zelo slab gnezditveni uspeh s kontaminacijo z razpadnimi produkti insekticida DDT, medtem ko poliklorirani bifenili (PCB-ji) povzročajo feminizacijo pri zarodkih moškega spola, ki pa pred zapustitvijo gnezda izzveni in ne kaže, da bi vplivala na produktivnost kolonije.
Navadna čigra je ena od vrst, ki so predmet Sporazuma o ohranjanju afriško-evrazijskih selitvenih vodnih ptic (African-Eurasian Waterbird Agreement, AEWA) in Ameriško-kanadskega sporazuma o selivkah iz leta 1918. Podpisnice AEWA so zavezane k izvajanju strategij za varovanje ptic in njihovih habitatov, upravljanje s človeško aktivnostjo, raziskovanje in izobraževanje. Severnoameriški sporazum je vsebinsko podoben, a ima večji poudarek na varovanju.
V Sloveniji je navadna čigra uvrščena med zavarovane vrste po Uredbi o zavarovanih prosto živečih živalskih vrstah, skupaj z vsemi ostalimi prostoživečimi vrstami pobrežnikov. Natančneje je opredeljena kot prizadeta vrsta. Je tudi kvalifikacijska vrsta za Natura 2000 območja Drava, Sečoveljske soline in Škocjanski zatok. Gnezditvena populacija je v celoti odvisna od aktivnih varstvenih ukrepov, na tem področju deluje zlasti Društvo za opazovanje in proučevanje ptic Slovenije, ki vzdržuje gnezditvene otoke na Dravi in upravlja z zavarovanim območjem v Škocjanskem zatoku.